# Golden Raspberry Awards 2013
De Golden Raspberry Awards 2013-uitreiking vond plaats op 1 maart 2014, een dag voor de uitreiking van de Oscars. De prijs wordt toegekend aan de slechtste uitvoeringen betreffende film uit 2013. De genomineerden werden bekendgemaakt op 15 januari 2014. Het is de 34e editie van dit evenement.

## Genomineerden en winnaars
| "Winnaar"* |

| Categorie | Nominaties |
| --- | ---------- |
| Slechtste film |            |
| Movie 43 (Relativity Media) |            |
| A Madea Christmas (Lionsgate) |            |
| After Earth (Columbia Pictures) |            |
| Grown Ups 2 (Columbia Pictures) |            |
| The Lone Ranger (Walt Disney Pictures) |            |
| Slechtste acteur |            |
| Jaden Smith in After Earth |            |
| Adam Sandler in Grown Ups 2 |            |
| Ashton Kutcher in Jobs |            |
| Johnny Depp in The Lone Ranger |            |
| Sylvester Stallone in Bullet to the Head, Escape Plan en Grudge Match |            |
| Slechtste actrice |            |
| Tyler Perry in A Madea Christmas |            |
| Halle Berry in The Call en Movie 43 |            |
| Lindsay Lohan in The Canyons |            |
| Naomi Watts in Diana en Movie 43 |            |
| Selena Gomez in Getaway |            |
| Slechtste mannelijke bijrol |            |
| Will Smith in After Earth |            |
| Chris Brown in Battle of the Year |            |
| Larry the Cable Guy in A Madea Christmas |            |
| Nick Swardson in Grown Ups 2 en A Haunted House |            |
| Taylor Lautner in Grown Ups 2 |            |
| Slechtste vrouwelijke bijrol |            |
| Kim Kardashian in Temptation: Confessions of a Marriage Counselor |            |
| Katherine Heigl in The Big Wedding |            |
| Lady Gaga in Machete Kills |            |
| Lindsay Lohan in InAPPropriate Comedy en Scary Movie 5 |            |
| Salma Hayek in Grown Ups 2 |            |
| Slechtste duo |            |
| Will Smith en Jaden Smith in After Earth |            |
| De gehele cast van Grown Ups 2 |            |
| De gehele cast van Movie 43 |            |
| Lindsay Lohan en Charlie Sheen in Scary Movie 5 |            |
| Tyler Perry met ofwel Larry the Cable Guy of Mabel Simmons in A Madea Christmas |            |
| Slechtste Prequel, Remake, Rip-off of Sequel |            |
| The Lone Ranger |            |
| Grown Ups 2 |            |
| Scary Movie 5 |            |
| The Hangover Part II |            |
| The Smurfs 2 |            |
| Slechtste regisseur |            |
| Elizabeth Banks, Steven Brill, Steve Carr, Rusty Cundieff, James Duffy, Griffin Dunne, Peter Farrelly, Patrik Forsbert, Will Graham, James Gunn, Bob Odenkirk, Brett Ratner en Jonathan van Tulleken voor Movie 43 |            |
| Dennis Dugan voor Grown Ups 2 |            |
| Gore Verbinski voor The Lone Ranger |            |
| M. Night Shyamalan voor After Earth |            |
| Tyler Perry voor A Madea Christmas en Temptation: Confessions of a Marriage Counselor |            |
| Slechtste verhaal |            |
| Movie 43 |            |
| A Madea Christmas |            |
| After Earth |            |
| Grown Ups 2 |            |
| The Lone Ranger |            |

1980 ·
1981 ·
1982 ·
1983 ·
1984 ·
1985 ·
1986 ·
1987 ·
1988 ·
1989 ·
1990 ·
1991 ·
1992 ·
1993 ·
1994 ·
1995 ·
1996 ·
1997 ·
1998 ·
1999 ·
2000 ·
2001 ·
2002 ·
2003 ·
2004 ·
2005 ·
2006 ·
2007 ·
2008 ·
2009 ·
2010 ·
2011 ·
2012 ·
2013 ·
2014 ·
2015 ·
2016 ·
2017 ·
2018 ·
2019 ·
2020 ·
2021 ·
2022 ·
2023 ·
2024